# 白洲姓
白洲是日本姓氏之一。

## 起源與分佈
白洲姓源於日本戰國時期的地名，靜岡縣滨松市西區的白洲町。
近代以日本實業家和政治家白洲次郎的白洲家最為知名，該族為攝津國三田藩的儒學世家（今兵庫縣三田市）。

## 歷史名人
- 白洲退藏：日本實業家，神戶女學院大學創始人。
- 白洲文平（日语：白洲文平）：日本實業家。
- 白洲次郎：日本實業家和政治家。
- 白洲正子：白洲次郎之妻，日本文學家。